# Hjalmar Andresen
Hjalmar „Hjallen” Andresen (1914. július 18. – 1982. június 22.) norvég labdarúgócsatár.